# مستشفى 57357
مستشفى سرطان الأطفال أو مستشفى 57357 هو مستشفى تخصصي وأحد أكبر مستشفيات الأطفال في العالم يقع في القاهرة بمصر ويختص في علاج سرطانات الأطفال. ويتميز هذا المستشفى بكونه بني عن طريق التبرعات مع حملة دعائيّة كبيرة صاحبت بناءه.
بدأت فكرة بناء أوّل مستشفًى لعلاج أورام الأطفال بمصر مجانًا في عام 1999م بعد ازدياد نسبة الأطفال المصابين بالسرطان وعدم مقدرة المعهد القومي للأورام في مصر على استيعاب هذا الكم الهائل من المرضى وموت الأطفال المرضى لقلّة الإمكانيات لعلاج الكثير منهم، وفتح أول حساب مصرفي رقم 57357 في بنك مصر والبنك الأهلي في كافة الفروع  لجمع التبرعات لهذا المشروع كما يرجع جزء كبير من فكرة إنشاء المستشفى للسيدة علا لطفى. ويصل معدل إصابة الأطفال بالأمراض السرطانيّة في مصر إلى عشرة آلاف طفل مصاب سنويا. وقد فتح المستشفى أبوابه في عام 2007 م.

## التخطيط للمشروع
بدأ التخطيط للمشروع بعمل مناقصة لدراسة الجدوى فازت بها شركة سلام (SLAM) وهي هيئة أمريكية متخصصة في مجال التخطيط الصحي، قامت بدراسات مكثفة لمدة 6 شهور لدراسة الجدوى، وكانت السيدة/ علا لطفي زكي لها الفضل الأول في فكرة إنشاء المستشفى حيث كانت أول من تبرع بمبلغ 10 ملايين جنيه للبدأ في عملية الإنشاء كما اسست جمعية «أًصدقاء معهد الاورام» وكانت الامين العام لمؤسسة 57357، وكانت التكلفة المبدئية للمستشفى في المرحلة الأولية 70 مليون دولار أمريكي، بعدها استطاعت الجمعية الحصول على أرض المشروع وهي أرض السلخانة القديمة في قلب حي السيدة زينب الشعبيّ بمساعدة فتحي سرور الذي أقنع محافظ القاهرة عبد الرحيم شحاتة آنذاك بمنح الأرض للجمعية قامت بعد ذلك السيدة سوزان مبارك بوضع حجر الأساس للمشروع.

## دعم المشروع

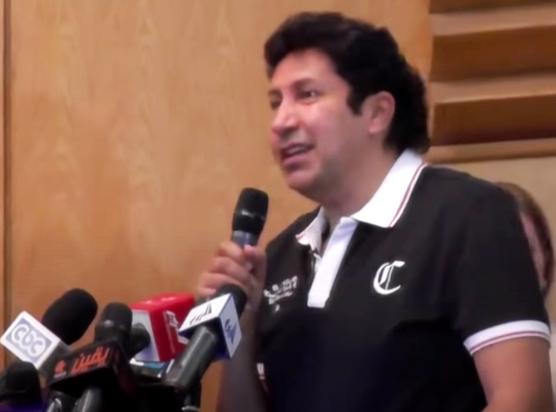
هاني رمزي أثناء زيارته لمستشفى 57357 في عام (2014)

قامت جمعية أصدقاء معهد الأورام بحملة منظمة لجمع التبرعات لتغطية تكاليف المشروع؛ فوظفت طاقم خبراء من مصر وكندا والولايات المتحدة الأمريكية لجمع التبرعات، واعتمدت الجمعية في جمع التبرعات على الحملات الميدانية والإعلامية والزكاة والتبرع المباشر من الأفراد والشركات والهبات والدعم المحلي والخارجي، وقد وُجهت انتقادات للجمعية لتبنيها خطة إقامة مستشفى باهظ التكاليف.
وقد تم دعم المشروع بالكثير من الطرق منها إعلانات لاعبي الكرة والممثلين في التلفزيون المصري والقنوات الفضائية لتحثّ الناس على التبرع وعمل حسابات مفتوحة في البنوك وتبرعات عن طريق الإنترنت والاتصال بالتلفون الثابت برقم 09009555 أو 09000957 والمحمول برقم 2357 وتم تنظيم حملات لجمع التبرعات في المدارس والجامعات.

## تنفيذ المشروع
فتحت أبواب المستشفى في 7 يوليو 2007 لاستقبال الأطفال المرضى بالمجان تماما بطاقة 30 سريرًا في المرحلة الأولى، تمهيدا لتشغيله فيما بعد بكامل طاقته البالغة 185 سريرا والمتوقّع ازديادها إلى 365 سريرا.

## مواصفات المستشفى
تقع المستشفى على مساحة 69 ألف متر مربع وبلغت تكلفة إنشاء المبنى والأماكن المحيطة به 300 مليون جنيه، وصمم المستشفى جوناثان بيلي المهندس الشهير في إنشاء التصميمات المستقبلية بالتعاون مع الخبرة الهندسية المصرية المجانية التي مزجت دون بهرجة بين المبنى الزجاجي الكروي الحداثي والأحجار الصلدة. وصممت النوافذ الزجاجية التي تحتوي على غاز خامل بغرض توفير الكهرباء والضوء ولتمكين الأطفال المصابين من التواصل مع العالم الخارجي لبث الطمأنينة نفسيًّا في قلوبهم. ويضم المستشفى مركزًا للعلاج النوويّ والإشعاعي والكيميائي وبنك الدم ومختبر الفيروسات ومعامل الجينات وتخزين الخلايا الجذعية والعيادات الخارجية وحجرات العمليات وأقسام الأشعة والمعامل والصيدلية.
ومبنى المستشفى مكوّن من جزئين الأول منهما العيادات الخارجية والخدمات حيث يقدم هذا الجزء خدماته لـ 450 مريضًا في اليوم الواحد إلى جانب ستة غرف عمليات تقدم العلاج على نظام اليوم الواحد لـ 150 طفلا، أما الجزء الثاني فهو أبراج القسم الداخلي ويتكون من 180 سريرا قابلة للزيادة لتصل إلى 350 سريرا، وتم تقسيم أدوار المستشفى طبقا لأعمار الأطفال المرضى فالطابق الثالث تم تخصيصه للأطفال في عمر خمس سنوات والطابق الرابع للمرحلة العمرية من خمس إلى عشر سنوات أما الطابق الخامس هو للاطفال المرضى الأكبر عمرًا من عشر سنوات.
وبجوار المستشفى توجد دار الضيافة معدّة لاستضافة الأطفال المرضى وأسرهم خاصة القادمين من مناطق نائية والذين يتكبدون معاناة السفر في الوصول إلى القاهرة، للمساهمة في تخفيف الآلام النفسية لأسر المرضى.

## توسعات المشروع
إنشاء الجامعة الأهلية للعلوم الطبية والتكنولوجية 57357، بجوار المستشفى، بمساهمة من جمعية أصدقاء مرضى السرطان.

## إحصائيات
إحصائيات مستشفى سرطان الأطفال الجديد – مصر في الفترة من 7/7/2007 وحتى 31/10/2008
| بيان                                                 | العدد      |
| ---------------------------------------------------- | ---------- |
| إجمالي عدد الكشوفات بالعيادات الخارجية               | 25830 كشف  |
| إجمالي أيام الإقامة بالقسم الداخلي                   | 44760 يوم  |
| إجمالي جلسات العلاج الكيميائى لقسم علاج اليوم الواحد | 14283 جلسة |
| إجمالي عدد الحالات التي دخلت قسم العناية المركزة     | 3920 حالة  |
| إجمالي عدد العمليات التي تم اجرائها                  | 1084 عملية |
| إجمالي عدد حالات الطوارئ التي تم استقبالها           | 3466 حالة  |
| إجمالي عدد المرضى الذين تم استقبالهم خلال هذه الفترة | 2316 مريض  |

## وصلات خارجية
- الموقع الرسمي